# Mystrium silvestrii
Mystrium silvestrii es una especie de hormiga del género Mystrium, familia Formicidae. Fue descrita científicamente por Santschi en 1914.
Se distribuye por Camerún, República Centroafricana, Ghana y Costa de Marfil. Se ha encontrado a elevaciones de hasta 360 metros. Vive en microhábitats como la hojarasca y madera podrida.